# 十文字町植田
十文字町植田（じゅうもんじまちうえだ）は、秋田県横手市の大字。郵便番号は019-0513。人口は759人、世帯数は263世帯（2020年10月1日現在）。

## 地理
十文字地域の中央部、横手市の南端に位置する。東で十文字町越前・十文字町鼎、西で十文字町谷地新田・十文字町睦合、南で湯沢市（角間川向）、北で平鹿町下鍋倉と隣接する。秋田県道13号湯沢雄物川大曲線と秋田県道57号十文字羽後鳥海線が十字に交わり、皆瀬川が南側を掠める。

### 河川
- 皆瀬川
町の南端、湯沢市と横手市との境界に流れる。

### 小字
- 字阿久登（あくと）
- 字荒屋布（あらやしき）
- 字植田（うえだ）
- 字上二ツ橋（うえふたつばし）
- 字大清水（おおしみず）
- 字大土手（おおどて）
- 字起返（おきがえり）
- 字桶清水（おけしみず）
- 字踊川原（おどりがわら）
- 字上羽場（かみはば）
- 字小阿久登（こあくと）
- 字左馬境（さまざかい）
- 字下羽場（しもはば）
- 字高口（たかくち）
- 字田欠川原（たけつがわら）
- 字田ノ村（たのむら）

- 字土満（どまん）
- 字生板倉（なまいたくら）
- 字西荒屋布（にしあらやしき）
- 字沼尻（ぬまじり）
- 字羽場（はば）
- 字東荒屋布（ひがしあらやしき）
- 字一ト市（ひといち）
- 字一ツ屋（ひとつや）
- 字古川端（ふるかわばた）
- 字堀米（ほりごめ）
- 字前川原（まえがわら）
- 字宮ノ東（みやのひがし）
- 字宮ノ前（みやのまえ）
- 字八日市（ようかいち）
- 字四ツ屋（よつや）

## 世帯数と人口
2020年（令和2年）10月1日現在の世帯数と人口は以下の通りである。
| 丁目         | 世帯数  | 人口  |
| ------------ | ------- | ----- |
| 十文字町植田 | 263世帯 | 759人 |

### 人口の推移
以下は国勢調査による1995年（平成7年）以降の人口の推移。
| 年                 | 人口  |
| ------------------ | ----- |
| 1995年（平成7年）  | 1,236 |
| 2000年（平成12年） | 1,108 |
| 2005年（平成17年） | 1,092 |
| 2010年（平成22年） | 993   |
| 2015年（平成27年） | 884   |
| 2020年（令和2年）  | 759   |

## 小・中学校の学区
市立小・中学校に通う場合、学区（校区）は以下の通りとなる。
| 番地 | 小学校               | 中学校               |
| ---- | -------------------- | -------------------- |
| 全域 | 横手市立十文字小学校 | 横手市立十文字中学校 |

## 交通

### 鉄道
町内に駅はない。最寄り駅は十文字町大道東にあるJR東日本・奥羽本線の十文字駅。

### 道路
- 秋田県道13号湯沢雄物川大曲線
- 秋田県道57号十文字羽後鳥海線
- 秋田県道271号植田平鹿線

## 施設
- 十文字西スポーツ交流センター
- 十文字西公民館
- 羽後植田郵便局
- 旧・横手市立植田小学校